# Конвой № 7202 (січень 1944)
Конвой № 7202 (січень 1944) — японський конвой часів Другої світової війни, проведення якого відбувалось у січні 1944 року.
Вихідним пунктом конвою був атол Трук (Чуук) у центральній частині Каролінських островів, де до лютого 1944 року була розташована головна база японського ВМФ в Океанії та транспортний хаб, що забезпечував постачання до Рабаула (головна передова база в архіпелазі Бісмарка, з якої провадились операції на Соломонових островах та сході Нової Гвінеї) та Східної Мікронезії. Пунктом призначення став інший важливий транспортний хаб Палау на заході Каролінських островів, через який, зокрема, міг відбуватись зв'язок із нафтовидобувними регіонами Індонезії.
До складу конвою увійшли танкери «Огура-Мару № 3» та «Кьоєй-Мару № 2» (Kyoei Maru No. 2), тоді як охорону забезпечували есмінець «Хаманамі» та мисливець за підводними човнами CH-30.
Загін вийшов із бази 20 січня 1944 року. Враховуючи загрозу зі сторони американських підводних човнів, на початковій ділянці додаткову охорону забезпечували мисливці за підводними човнами CH-33 та CH-39 (відомо, що CH-33 повернувся на Трук 23 січня). Ворожі субмарини традиційно діяли також і в районі Палау, проте цього разу перехід пройшов без інцидентів, і 26 січня конвой № 7202 успішно прибув на Палау.
Невдовзі обидва танкери вирушать до нафтовидобувного регіону Борнео у складі конвою NE-002.